# Johannes Schmitz (Politiker)
Johannes Schmitz (* 17. Februar 1869 in Reuth; † 18. Juli 1957 in Bonn) war ein deutscher Politiker der Zentrums-Partei.

## Leben
Schmitz erhielt Privatunterricht in Paderborn und begann nach der Reifeprüfung im Sommersemester 1889 ein Theologiestudium an der Theologischen Fakultät Paderborn. Nach diesem Semester setzte er sein Studium an der Bischöflichen Akademie in Trier fort und beendete dieses 1893. In Trier wurde er 1893 auch zum Priester geweiht. Bis 1896 war er danach Kaplan in Koblenz und arbeitete danach bis 1902 als Religionslehrer in Münstermaifeld. Er studierte anschließend noch ein Jahr Philosophie in Bonn und machte im Januar 1903 das Staatsexamen. Von 1902 bis 1929 war er Religionslehrer am Progymnasium in Andernach. Im Jahr 1909 wurde er zum Professor und Studienrat befördert.
Nach dem Tod von Peter Wallenborn 1917 wurde Schmitz am 30. August 1917 in einer Nachwahl im Wahlkreis Mayen – Ahrweiler (Koblenz 5) in den deutschen Reichstag gewählt. Er gehörte diesem bis zum Ende der Wahlperiode im November 1918 an. Von 1920 bis 1929 gehörte er dem Provinziallandtag der Rheinprovinz an. Er arbeitete auch währenddessen und danach weiterhin als Studienrat, bis er 1929 in den Ruhestand ging und nach Bonn zog. Dort wurde er am 11. Februar 1943 zum Päpstlichen Geheimkämmerer ernannt. Später wurde er wegen des Zweiten Weltkriegs nach Schalkenbach evakuiert, kehrte 1945 aber wieder nach Bonn zurück, wo er 1957 starb.